# ČD 141 sorozat
A ČD 141 sorozat egy cseh Bo’Bo’ tengelyelrendezésű villamosmozdony-sorozat. Összesen 148 db-ot gyártott belőle a Škoda 1957 és 1961 között. Csehszlovákiában ČSD E499.1 sorozatként volt forgalomba. Oroszországban RZSD ЧС3, lengyelországban PKP EU05 sorozatként fut.

## Becenevei
- Czech -  Cseh, az ország miatt, ahol gyártották
- Piątka - Ötös, a pályaszáma miatt
- Bobina A tengelyelrendezése miatt

## Lásd még
- Cseh mozdonyok és motorvonatok listája
- Csehszlovák mozdonyok és motorvonatok listája